# Cabo Robinson
El cabo Robinson es una cabo que marca el extremo este de la península Cole, entre la ensenada Gabinete y la ensenada Mill en la costa Foyn, península Antártica, Antártida Está constituido por un promontorio de forma redondeada, cubierto completamente de nieve.

## Historia y toponimia
Hubert Wilkins, mientras estaba en su vuelo del 20 de diciembre de 1928 a lo largo de la costa del mar de Weddell, nombró una isla en honor a W .S. Robinson, quién aportó para su expedición. Wilkins informó que la isla yace en las coordenadas 67°20′00″S 61°40′00″O / -67.33333, -61.66667. La ausencia de fotografías de esta isla por parte de Wilkins ha impedido su reidentificación posterior. Por esta razón, y en aras de la continuidad histórica, se ha establecido que el extremo este de la península Cole reciba el nombre de Cabo Robinson. Fue cartografiada por el British Antarctic Survey y fotografiada desde el aire por la Expedición de Investigación Antártica Ronne en 1947.
El 14 de junio de 1962 una expedición argentina liderada por el primer teniente Gustavo Adolfo Giró Tapper partió de la base Esperanza buscando un paso que vinculara esta base con la base San Martín. Usando snowcats y trineos con perros ellos exploraron la bahía Duse, el canal Príncipe Gustavo, el cabo Deseo/Longing, los nunataks Foca, la península Ameghino, la isla Jason, el cabo Robinson y la bahía Carreta, en donde debieron dejar los snowcats y continuaron para cruzar la cordillera. Esta expedición es considerada aún como la más importante realizada en el área.

## Reclamaciones territoriales
Argentina incluye a la península Antártica en el departamento Antártida Argentina dentro de la provincia de Tierra del Fuego, Antártida e Islas del Atlántico Sur; para Chile forma parte de la comuna Antártica de la provincia Antártica Chilena dentro de la Región de Magallanes y de la Antártica Chilena; y para el Reino Unido integra el Territorio Antártico Británico. Las tres reclamaciones están sujetas a las disposiciones del Tratado Antártico.
Nomenclatura de los países reclamantes: 
- Argentina: cabo Robinson[6][7]
- Chile: cabo Robinson[3]
- Reino Unido: Cape Robinson[4]